# Cosumnes River
Der Cosumnes River ist ein Fluss im nördlichen Kalifornien in den Vereinigten Staaten. Er entspringt am Westhang der Sierra Nevada und fließt etwa 84,5 Kilometer durch das Kalifornische Längstal, bevor er sich über den Mokelumne River in das Sacramento-San Joaquin River Delta ergießt.
Der Cosumnes ist einer der wenigen Flüsse im Westen der Sierra ohne größere Staudämme. Das Cosumnes River Preserve, ein Naturschutzgebiet, befindet sich unmittelbar oberhalb des Deltas. Städte und Siedlungen entlang des Cosumnes River sind u. a. Elk Grove, Plymouth, Galt, Rancho Murieta, Sloughhouse und Wilton.

## Name
Es wird angenommen, dass sich der Name Cosumnes wie auch beim Mokelumne und beim Tuolumne River aus der Sprache der Miwok von kosum (= Lachs) und dem Suffix -umne (= Volk des) ableitet, mithin übersetzt Volk des Lachses bedeutet. Das Aufsteigen Pazifischer Lachse wurde – wenn überhaupt – oberhalb von Rancho Murieta beobachtet, und zwar in der Folge von Verlegungen des Flusslaufs.
Viele Anwohner sprechen den Namen des Flusses wie [ kən'suːmnəs] aus, fügen also ein „n“ in die erste silbe ein, wo keines geschrieben wird. Sollte es eine etymologische Ähnlichkeit zwischen „Cosumnes“ einerseits und „Tuolumne“ bzw. „Mokelumne“ andererseits geben (s. nächster Satz), kann die These aufgestellt werden, dass die korrekteste historische Aussprache „Kasumne“ wäre, weil das „n“ in „Tuolumne“ und „Mokelumne“ zwingend stumm ist und es am Ende der beiden Namen weder einen „s“- noch einen „z“-Laut gibt. Eine ältere übliche Aussprache im Kalifornischen Längstal ist [ kən'suːməs] mit einem epenthetischen [n] in der ersten Silbe, das initiale [n] in der Schlusssilbe weglassend (wie in „Tuolumne“ und „Mokelumne“). Dies resultiert im erwarteten Wert für den Buchstaben in einer offenen Silbe (hervorgerufen durch das Weglassen des letzten [n] und das bevorzugte Verwenden eines finalen [s] gegenüber einem [z]).
Das Cosumnes River College (CRC), ein öffentliches College mit zweijähriger Ausbildung im Süden von Sacramento (Kalifornien), ist nach dem Fluss benannt. Dieser fließt nur wenige Meilen vom Campus entfernt. Das Maskottchen des CRC ist ein Habicht, da diese Vögel reichlich im Flussgebiet vorkommen.

## Geografie

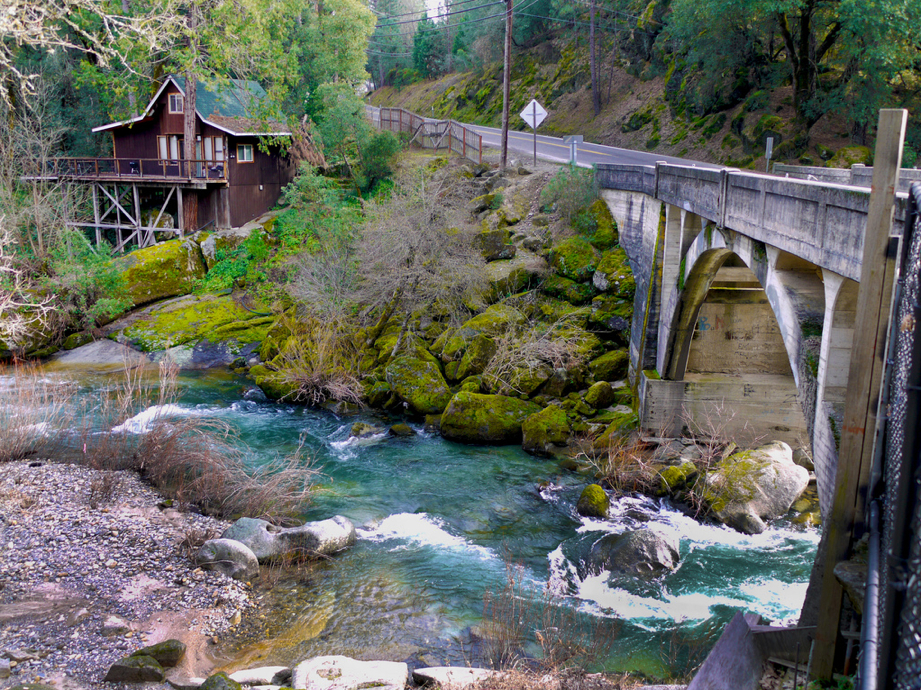
North Fork des Cosumnes River

Vom Westabhang der Sierra Nevada kommend beginnt der eigentliche Cosumnes River mit dem Zusammenfluss des Nördlichen, Mittleren und Südlichen Quellflusses, die Schluchten durch das Gold Country des El Dorado County und des Amador County gegraben haben, bevor sie sich unmittelbar östlich der California State Route 49 vereinigen. Der Nördliche Quellfluss (North Fork), ca. 79,3 km lang, entspringt an der Singleton Springs im El Dorado County, und zwar am oberen Ende des Leak Spring Valley in ca. 2.300 m Höhe. Er fließt westwärts, an Meiss vorbei und nimmt rechtsseitig den Van Horn Creek und den Butte Creek auf. In Somerset vereint er sich mit seinem größten, rechtsseitigen Zufluss Camp Creek. Unterhalb des Camp Creek fließt der North Fork durch die von Granitfelsen gebildete Cosumnes River Gorge, ein bei Felskletterern beliebtes Gebiet. Der Fluss wendet sich abrupt nach Süden und passiert Nashville, bevor er sich mit dem Mittleren Quellfluss (Middle Fork) in der Nähe von Enterprise vereinigt.
Der Middle Fork, etwa 71,1 km lang, entspringt gleichfalls im El Dorado County, nur zwei Höhenzüge vom Ursprung des North Fork getrennt. Er fließt über seinen gesamten Lauf westwärts, annähernd parallel zum North Fork. Die obere Hälfte des Flusses fließt einen steilen Canyon entlang, an Croft vorbei, und nimmt rechtsseitig bei Omo Ranch den Dogtown Creek auf. Unterhalb von Omo Ranch fließt er durch ein sanfteres Tal, an Outingdale vorbei, und erreicht einen weiteren kurzen Canyon, wo er linksseitig den Südlichen Quellfluss (South Fork) aufnimmt.
Der kleinere South Fork, ca. 32 km lang, fließt allgemein westwärts, später nordwestwärts entlang der Grenze zwischen El Dorado und Amador County. Kurz unterhalb des Zusammenflusses von South Fork und Middle Fork vereinigen sie sich mit dem North Fork, um gemeinsam den Cosumnes River zu bilden.
Der Cosumnes River fließt von hier strikt westwärts, nimmt den Big Indian Creek im Süden (linksseitig) auf und unterquert die California State Route 49 (Golden Chain Highway). Er windet sich durch die malerischen Ausläufer der Sierra durch eine Reihe kurzer Canyons, welche durch kleine Täler mit Weidenutzung unterbrochen werden. Er nimmt rechtsseitig den Big Canyon Creek und linksseitig den Little Indian Creek auf, bevor er durch seine letzte Schlucht dringt und an der früheren Minensiedlung Michigan Bar heraustritt. Der komplette Lauf des Cosumnes River vom Zusammenfluss der Quellflüsse bis etwa eine Meile (1,6 km) oberhalb Michigan Bar bildet die Grenze der Countys El Dorado und Amador; unterhalb dieses Punktes fließt der Fluss durch das Sacramento County.
Der Cosumnes fließt westwärts durch Rancho Murieta, eine wohlhabende äußere Vorstadt der Sacramenta Metropolitan Area. Zwei kleine Dämme leiten nahe dem Van Vleck Park Wasser vom Fluss dicht oberhalb der Stadt ab. Unterhalb von Rancho Murieta fließt der Cosumnes River durch ein landwirtschaftlich genutztes Tal und wendet sich nahe Sloughhouse nach Südwesten. Einige Meilen unterhalb unterquert der Folsom South Canal den Cosumnes mittels eines Dükers. Der Cosumnes fließt weiter nach Südwesten, passiert Sheldon und Wilton, nimmt rechtsseitig den Deer Creek auf und wird in der Nähe von Elk Grove von der California State Route 99 gequert. Unterhalb dieses Highways erreicht er das ca. 20.000 ha große Naturschutzgebiet Cosumnes River Preserve, welches einige der größten verbliebenen Feuchtgebiete und Auwälder im Kalifornischen Längstal beherbergt. Er erreicht das Sacramento-San Joaquin River Delta nahe Mokelumne City, wendet sich noch einmal nach Westen und vereinigt sich mit dem Mokelumne an der Grenze der Countys Sacramento und San Joaquin.

## Flussregulierungen

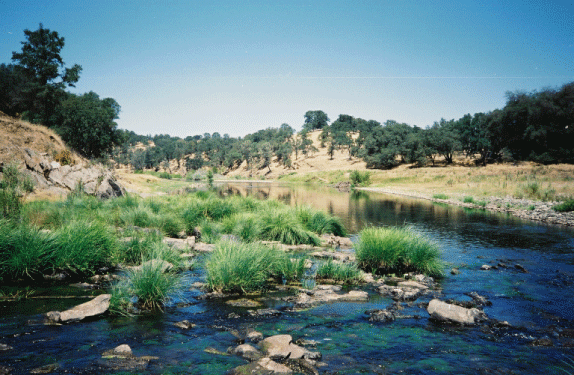
Cosumnes River in Michigan Bar, nahe der Stelle, an der ein Damm zur Hochwasserregulierung geplant ist

Als einer der letzten Flüsse, die vom Westabhang der Sierra ohne einen größeren Staudamm abfließen, ist der Cosumnes ein lebendiges Beispiel für ein gesundes Flusseinzugsgebiet. Dennoch sind die Populationen von Lachs und Forellen durch invasive Fischarten und Verschmutzungen durch illegale Bergbau-Aktivitäten geschädigt; auch zwei Abzweige zu Bewässerungszwecken in der Nähe von Rancho Murieta haben dazu beigetragen. Es gibt Pläne zur Wieder-Einführung wandernder Lachse.
In der Gegend von Camino wird Wasser zu Bewässerungszwecken aus zwei Zuflüssen des North Fork – Camp Creek und Sly Park Creek – abgeleitet. Sly Park Dam, der den 51.000.000 m³ fassenden Jenkinson Lake bildet, ist der größte Wasserspeicher im Einzugsgebiet des Cosumnes River. Der Damm und das Reservoir sind Teile des ausgedehnten Central Valley Project. Das Projekt hat allerdings nur geringfügige Auswirkungen auf die Abflussmengen und sperrt nicht die historischen Wanderwege der Lachse.
Es wurden Dämme im Hauptstrom zur Hochwasserkontrolle geplant, doch diese Pläne wurden aufgrund des einzigartigen Status des Flusses als frei fließendes Gewässer und seiner Bedeutung als Lebensraum gestoppt. Die Beamten des Sacramento County setzen sich weiterhin für die Errichtung eines Dammes aus Trockenmauerwerk zur Hochwasserkontrolle oberhalb von Rancho Murieta in Michigan Bar ein. Diese Pläne sind weiterhin Gegenstand fortgesetzter Debatten.